# Nikola Karanović
Nikola Karanović, bosanski general, * 14. december 1914, † 22. november 1991, Split.

## Življenjepis
Karanović, pred vojno podčastnik VKJ, je leta 1941 vstopil v NOVJ in KPJ; med vojno je bil poveljnik več enot.
Po vojni je končal VVA JLA in bil med drugim poveljnik vojaškega področja.